# Europamesterskabet i fodbold 2016 - Finalen
Finalen om Europamesterskabet i fodbold 2016 var den 15. finale siden turneringens etablering i 1960. Den blev spillet den 10. juli 2016 på Stade de France i Paris-forstaden Saint-Denis, og skulle finde vinderen af Europamesterskabet i fodbold 2016. De deltagende hold var hjemmeholdet fra Frankrig, og så Portugal. Portugal vandt kampen med 1-0 efter forlænget spilletid. Dette var første gang at Portugal vandt et internationalt mesterskab.
Kampen blev ledet af den engelske dommer Mark Clattenburg, hvilket var hans fjerde kamp i turneringen.

## Kampen

### Detaljer
| 10. juli 2016 21:00 |

| Portugal  | 1 – 0   | Frankrig |
| --------- | ------- | -------- |
| Eder 109' | Rapport |          |

| Stade de France, Saint-Denis Tilskuere: 75.868 Dommer: Mark Clattenburg (England) |

| Portugal | Frankrig |